# Альминська западина
Альминська западина — тектонічна депресія на південному заході Кримського півострова. З півдня обмежена складчасто-бриловою спорудою Гірського Криму, з півночі та сходу — Центральнокримським підняттям.
В геологічній будові беруть участь мало деформовані породи крейдової, палеогенової, неогенової і антропогенової систем, які незгідно залягають на поверхні молодої Скіфської платформи. В орографічному відношенні западина відповідає Альминській низовині на Кримському півострові, західна частина її розміщена під рівнем моря в межах Каламітської затоки.